# Conard Peak
Der Conard Peak ist ein 2230 m hoher Berg im ostantarktischen Viktorialand. Er ragt an der Nordflanke des Hearfield-Gletschers und 8 km nördlich des Aldridge Peak in der Cartographers Range der Victory Mountains auf.
Der United States Geological Survey kartierte ihn anhand eigener Vermessungen von Luftaufnahmen der United States Navy aus den Jahren von 1960 bis 1964. Das Advisory Committee on Antarctic Names benannte den Berg 1970 nach Ralph Whittier Conard (1936–2013), Mitglied der Bodenmannschaft der Flugstaffel VX-6 auf dem Flugfeld Williams Field vor der Ross-Insel bei der Operation Deep Freeze des Jahres 1968.